# 深海パニック・決死の大爆破
深海パニック・決死の大爆破（しんかいパニック・けっしのだいばくは、The Aquarians)は1970年に放映されたアメリカ合衆国のテレビ映画であり、もともとはTVシリーズのパイロット版として製作された。

## あらすじ
アフリカ東海岸で発生した水質の汚染により魚の大量死が発見され、デルガドは水視探査隊を組織して調査することになる。原因は神経ガスを漏らしている沈没船であった。リーランドの悪用を阻止するために戦う。

## キャスト
| 役名         | 俳優                     | 日本語吹替                                |
| 役名         | 俳優                     | NETテレビ版                               |
| ------------ | ------------------------ | ----------------------------------------- |
| デルガド船長 | リカルド・モンタルバン   | 羽佐間道夫                                |
| バーバラ     | キャサリン・ウッドヴィル | 真山知子                                  |
| ホリス       | トム・シムコックス       | 伊武雅之                                  |
| ボブ         | ローレンス・P・ケイシー  | 石丸博也                                  |
| リーランド   | ホセ・フェラー           | 宮川洋一                                  |
| エーリッヒ   | カート・ローウェンス     | 寺島幹夫                                  |
| レドリング   | クリス・ロビンソン       | 青野武                                    |
| モーガン     | ウィリアム・エヴェンソン | 塩見竜介                                  |
| ジーン       | エリザ・イングラム       | 芝田清子                                  |
| ノーマ       | ジョーン・マーフィー     | 麻上洋子                                  |
| マイク       | レスリー・ニールセン     | 村越伊知郎                                |
| ボーガン     |                          | 玄田哲章                                  |
| 男(1)        |                          | 上田敏也                                  |
|              |                          |                                           |
| 演出         | 演出                     | 佐藤敏夫                                  |
| 翻訳         | 翻訳                     | 鈴木導                                    |
| 効果         | 効果                     | TFC                                       |
| 調整         | 調整                     | 前田仁信                                  |
| 制作         | 制作                     | 東北新社                                  |
| 解説         | 解説                     | 児玉清                                    |
| 初回放送     | 初回放送                 | 1977年2月5日 『土曜映画劇場』 21:00-22:26 |